# Aedes sibiricus
Aedes sibiricus är en tvåvingeart som beskrevs av Sergei N. Danilov och Filippova 1978. Aedes sibiricus ingår i släktet Aedes och familjen stickmyggor. Inga underarter finns listade i Catalogue of Life.